# Sant Joan de Campmajor
Sant Joan de Campmajor és l'antiga església parroquial romànica del despoblat de Campmajor en el municipi de Montferrer i Castellbò (Alt Urgell). Està inclosa en l'Inventari del Patrimoni Arquitectònic de Catalunya.

## Descripció
Està en ruïnes. Era un edifici religiós d'una nau, amb absis. Conserva part dels murs. La coberta està esfondrada. Té la porta a l'oest. La porta i el campanar d'espadanya avui parcialment destruït són més moderns. L'aparell és força irregular, fet amb carreus de pedra pissarrosa. L'església presenta un recinte clos adossat a la façana de ponent, possiblement l'antic cementiri.

## Història
El lloc de Campmajor apareix esmentat en l'acta de consagració de l'església de Santa Eugènia de la Torre de l'any 912, i a l'acta de consagració del monestir de Sant Serni de Tavèrnoles, de l'any 1040, figura la parròquia de Camaior entre els béns dotals. A la visita pastoral de 1758 i al Pla Parroquial de 1904, Sant Joan de Campmajor hi figura com a annexa de Sant Pere de Bellestar. Actualment roman abandonada.